# Nattevagten (maleri)
 For alternative betydninger, se Nattevagten. (Se også artikler, som begynder med Nattevagten)
Nattevagten (hollandsk originaltitel: De compagnie van kapitein Frans Banning Cocq en luitenant Willem van Ruytenburgh maakt zich gereed om uit te marcheren; da.: Kaptajn Frans Banning Cocq og løjtnant Willem van Ruytenburghs kompagni gør sig klar til at marchere), er et maleri af den nederlandske kunstner Rembrandt, malet i 1640-1642. Det monumentale billede, som blev malet på bestilling af kaptajn Banning Cocq, fremstiller øjeblikket, hvor hans skyttekompagni får marchordre. Fordi billedets fernis havde mørknet med tiden, fik maleriet i 1800-tallet tilnavnet Nattevagten. Det blev dog klart, at der ikke er tale om en nattescene, da den mørknede fernis blev fjernet i 1940'erne.
Billedet er et af Rembrandts mest kendte malerier, og det er hovedværket på Amsterdams Rijksmuseum, hvor det er permanent deponeret fra Amsterdam Museum. Nattevagten er berømt for sin dramatiske fremstilling af lys og skygge samt for sin dynamiske og originale komposition inden for en traditionelt formel genre (en militær portrætscene). Derudover er billedet kendt for sin kolossale størrelse. Nattevagten målte oprindeligt ca. 500 x 387 cm. Efter flytningen til det nye rådhus ved de Dam i 1715 blev lærredet beskåret til 437 x 363 cm, for at det skulle kunne passe ind mellem to vinduer.